# طاهره مافی
طاهره مافی (انگلیسی: Tahereh Mafi; ۹ نوامبر ۱۹۸۸) پدیدآور و نویسنده ایرانی آمریکایی است. وی با نوشتن داستان‌های نوجوانان و کتاب‌های علمی-تخیلی شهرت دارد.

## زندگی
مافی در ۹ نوامبر ۱۹۸۸ در شهر کوچکی در کنتیکت به دنیا آمد. او کوچکترین فرزند خانواده اش است و چهار برادر بزرگتر دارد. پدر و مادر مافی از مهاجران ایران هستند. در سن ۱۲ سالگی او با خانواده اش به کالیفرنیای شمالی نقل مکان کرد و در سن ۱۴ سالگی به اورنج کانتی نقل مکان کردند. وی در سال ۲۰۱۳ رنسام ریگز ازدواج کرد و اولین فرزندشان که یک دختر بود، در می ۲۰۱۷ زاده شد.

## حرفه
مافی اولین رمان خود را به نام خردم کن در ۱۵ نوامبر سال ۲۰۱۱ منتشر کرد. این رمان از جولیت یک دختر ۱۷ ساله آسیب دیده شروع می‌شود که مورد آزار و اذیت قرار گرفته، محبوس شده و در تمام عمر اش، خود را مانند یک هیولا می‌شناخت. مافی از الهامات خود برای این اثر اظهار داشت که از «علاقه به طبیعت انسان و داشتن [بشریت] الهام گرفته شده.»
کتاب دیگر مافی، وسعت بسیار بزرگ دریا؛ در ۱۶ اکتبر ۲۰۱۸ منتشر شد. این کتاب در فهرست جایزه ملی کتاب برای ادبیات نوجوانان قرار گرفت.